# Hans Smits (waterpoloër)
Hans Karel Daniël Smits (Den Helder, 24 januari 1956) is een voormalig Nederlands waterpolospeler.
Hans Smits nam eenmaal deel aan de Olympische Spelen in 1976. Hij eindigde met het Nederlands team op de derde plaats.
Alex Boegschoten · 
Ton Buunk · 
Andy Hoepelman · 
Evert Kroon · 
Nico Landeweerd · 
Hans Smits · 
Gijze Stroboer · 
Rik Toonen · 
Jan Evert Veer · 
Hans van Zeeland · 
Piet de Zwarte · 
Ivo Trumbić (Bondscoach)